# テューリンゲン・オーバーザクセン語
テューリンゲン・オーバーザクセン語／テューリンゲン・上ザクセン語（ドイツ語: Thüringisch Obersächsisch）とは、ドイツ語の中で高地ドイツ語のうち中部ドイツ語に属する東中部ドイツ語（ドイツ中央東方言の中の一グループ）の一言語である。
学術的に不正確とされるもの、現在は一般的に上（上部）ザクセン語（Obersächsisch）として総括され、標準ドイツ語のベースとなった言語でもある。かつてはテューリンゲン語（Thüringisch）と呼ばれていた。

## 特徴
テューリンゲン・オーバーザクセン語の歴史は、古代から中世のおよそ1100年頃まで遡ることができ、東方移住民であったフランク人及びサクソン人に起源を求められるという。"マイセン官庁ドイツ語（Meißner Kanzleideutsch）"の言語形式と豊富な中高ドイツ語の語彙は、新高ドイツ語の本質的な基礎と考えられているマルティン・ルターの書き言葉だった。
また、その土地特有の訛りや語彙が頻繁に入ることで、地域差が大きいもの特徴である。ドレスデンへやって来たライプツィヒ系の人々が彼らの訛りに違和感を覚えるのはまだよい方で、アルテンベルクに至っては、地元人以外にとって理解困難な訛りを喋る街として知られている。
テューリンゲン・オーバーザクセン語の特筆すべき点は、母音の誇張変化、子音の濁音化である。母音では、「a」が「o」にやや近い、「u」は口元が浅く、「o」が「ou」に近い、「ei」が「ee」に近い、など。子音では、「p」が「b」に近い、「t」が「d」に近い、「k」が「g」に近い、など。そして、ザクセン＝アンハルト州や北テューリンゲン州で頻繁に使われる「G-Laut」（Gの発音）も特殊である。
例として、人名である「Peter → ペーター」が「ベーダー」に近くなり、名詞の「Burgermeister→ブルガーマイスター」が「ブーシャーメースター」または「ブーハーメースター」の発音に近くなる、といった具合である。さらに、地域によって抑揚が全く異なるのも、この方言の特徴である。
この地域では第二次子音推移 が、個々の要素に関して、お互いに非常に逸脱した位置に起きた。加えて、かなりの「b」が「w」のように発音される。「ｆ」や「v」も同様である。例えば「Aber → アーバー」が「Awer → アーヴァー」と発音される。
バジレクテ（Basilekte）（訳者注：下位に位置づけられる方言。ごく狭い地域でしか理解されず、しばしば蔑視やからかいの対象になる）はほとんど話されなくなっている。
バジレクテと標準ドイツ語の間を流動的に移行している段階である、メゾレクテ（Mesolekte）と呼ばれる言語形態は、この地域では5種から7種にのぼる。
Gの発音：マクデブルク出身者は、5種類の「g」を発音すると言われる。しかし、実際の発音には元々の「g」が含まれていない。例えば、「Vogelgesang in Magdeburg → フォーゲルゲザング・イン・マクデブルク」が、「Voreljesank in Machteburch → フォレルイェザンク・イン・マハテボアヒ」[ˈfoʁəlˌjɛzaŋk ɪn ˈmaxtəˌbɔɐ̯ç]と発音される。

## テューリンゲン・オーバーザクセン語の各方言の下位分類一覧
"Linguasphere Register"（1999/2000年版、431〜432頁）にて、12のテューリンゲン・オーバーザクセン語の下位区分が紹介されている。
- アイヒスフェルト方言（Eichsfeldisch）
  - テューリンゲン州：
    - ハイルバート・ハイリゲンシュタット（Heilbad Heiligenstadt）
    - ライネフェルデ（Leinefelde）
    - ヴォルビス（Worbis）
    - ミュールハウゼン（Mühlhausen）

  - ヘッセン州：
    - エシュヴェーゲ（Eschwege）
    - バート・ゾーデン（Bad Sooden）
    - アレンドルフ（Allendorf）
    - ヴィッツェンハウゼン（Witzenhausen）
- テューリンゲン北方言（Nordthüringisch）
  - テューリンゲン州：
    - ノルトハウゼン（Nordhausen）
    - バート・フランケンハウゼン（Bad Frankenhausen）
    - ゾンダースハウゼン（Sondershausen）

  - ザクセン＝アンハルト州：
    - ザンガーハウゼン（Sangerhausen）
    - ハルツゲローデ（Harzgerode）
    - シュトルベルク（ハルツ）（Stolberg (Halz)）

  - ニーダーザクセン州：
    - バート・ラウターベルク（Bad Lauterberg）
    - バート・ザクサ（Bad Sachsa）
- テューリンゲン西方言（Westthüringisch）
  - テューリンゲン州：
    - アイゼナハ（Eisenach）
    - バート・リーベンシュタイン（Bad Liebenstein）
    - バート・ザルツンゲン（Bad Salzungen）
    - ルーラ（Ruhla）
- テューリンゲン中央方言（Zentralthüringisch）
  - テューリンゲン州：
    - エアフルト（Erfurt）
    - ゼンメルダ（Sömmerda）
    - バート・ランゲンザルツァ（Bad Langensalza）
    - ゴータ（Gotha）
    - フリードリヒローダ（Friedrichroda）
    - イルメナウ（Ilmenau）
- テューリンゲン東北方言（Nordostthüringisch）
  - テューリンゲン州：
    - アルテルン（Artern）

  - ザクセン＝アンハルト州：
    - ハレ（Halle（Saale））
    - メルゼブルク（Merseburg）
    - ベルンブルク（Bernburg）
- マンスフェルト方言（Mansfeldisch）
  - ザクセン＝アンハルト州：
    - ヘットシュタット（Hettstedt）
    - マンスフェルト（Mansfeld）
    - アイスレーベン（Eisleben）
- イルムテューリンゲン方言（Ilmthüringisch）
  - テューリンゲン州：
    - ケーニヒゼー（Königsee）
    - バート・ブランケンブルク（Bad Blankenburg）
    - ルードルシュタット（Rudolstadt）
    - ヴァイマル（Weimar）
    - イェーナ（Jena）
    - アポルダ（Apolda）

  - ザクセン＝アンハルト州：
    - バート・ビブラ（Bad Bibra）
- テューリンゲン東方言（Ostthüringisch）
  - テューリンゲン州：
    - アイゼンベルク（Eisenberg）
    - アルテンブルク（Altenburg）

  - ザクセン＝アンハルト州：
    - ツァイツ（Zeitz）
    - ナウムブルク（Naumburg（Saale））
    - ホーエンメルゼン（Hohenmölsen）
- テューリンゲン東南方言（Südostthüringisch）
  - テューリンゲン州：
    - ザールフェルト（Saalfeld（Saale））
    - ゲーラ（Gera）
    - グライツ（Greiz）
    - ノイシュタット・アン・デア・オルラ（Neustadt an der Orla）
    - バート・ローベンシュタイン（Bad Lobenstein）

  - ザクセン州：
    - ミュールトロフ（Mühltroff）
    - エルスターベルク（Elsterberg）

  - バイエルン州：
    - ルートヴィヒスシュタット（Ludwigsstadt）
    - トイシュニッツ（Teuschnitz）
- アンハルト方言（Anhaltisch）
  - ザクセン＝アンハルト州：
    - マクデブルク（Magdeburg）
    - ブルク（Burg）
    - ツェルプスト（Zerbst）
    - デッサウ（Dessau）
    - ケーテン（Köthen）
    - ベルンブルク（Bernburg）
    - シュタースフルト（Staßfurt）
    - アシャースレーベン（Aschersleben）
- オスターラント方言（Osterländisch） … オスターラント方言は、11〜13世紀頃にザクセンへ移住してきた低地ドイツ人から強く影響され、形成されたといわれている。
  - ザクセン州：
    - ライプツィヒ（Leipzig）
    - アイレンブルク（Eilenburg）
    - トルガウ（Torgau）

  - ザクセン＝アンハルト州：
    - ヴィッテンベルク（Wittenberg）
    - ビッターフェルト（Bitterfeld）
    - ヴォルフェン（Wolfen）
    - イェッセン（Jessen（Elster））

  - ブランデンブルク州：
    - ヘルツベルク（Herzberg）
    - バート・リーベンヴェルダ（Bad Liebenwerda）
    - エルスターヴェルダ（Elsterwerda）:
- マイセン方言（Meißenisch） … マイセン方言は、11〜13世紀頃にザクセンへ移住してきた中央ドイツ人から強く影響され、形成されたといわれている。
  - ザクセン州：
    - マイセン北方言（Nordmeißenisch）
      - グリマ（Grimma）
      - デーベルン（Döbeln）
      - リーザ（Riesa）

    - マイセン東北方言（Nordostmeißenisch）
      - ロマチュ（Lommatzsch）
      - グローセンハイン（Großenhain）

    - マイセン西方言（Westmeißenisch）
      - ミットヴァイダ（Mittweida）
      - ロホリッツ（Rochlitz）
      - ボルナ（Borna）

    - マイセン南方言（Südmeißenisch）
      - エーデラン（Oederan）
      - フランケンベルク（Frankenberg）
      - ハイニヒェン（Hainichen（Sachsen））
      - フライベルク（Freiberg（Sachsen））

    - マイセン東南方言（Südostmeißenisch）
      - ディポルディスヴァルデ（Dippoldiswalde）
      - フライベルク（Freiberg（Sachsen））
      - マイセン（Meißen）
      - ラーデブルク（Radeburg）
      - ピルナ（Pirna）
      - バート・シャンダウ（Bad Schandau）
- ボヘミア北方言（Nordböhmisch） … 現在はチェコ共和国領である、テチェン（Tetschen）、アウシヒ・アン・デア・エルベ（Aussig an der Elbe）、テプリッツ（Teplitz）といった地域で話されていた。

## 特異点・例外・各方言の変移地域
神聖ローマ帝国時代のザクセン東部地域とラウジッツ地域（現在のポーランドを含む）では、マイセン方言と中部東ドイツ語（Ostmitteldeutsche）に属するラウジッツ方言とが混合した言語が話されていた。この混合方言は、その地方に残っていたスラブ人も受け入れていった。
唯一このラウズィッツ地域でのみ、西スラブ語群の一つであるソルブ語が現在に至るまで今なお話されている。
また、スラブ語の語彙がドイツ語に入り込んだ例もある。一例としては"Grenze"（境界・国境）がそうである。スラブ語の方でも、テューリンゲン・オーバーザクセン語からの借用語がある。
ソルブ語の語彙がドイツ語に輸入されたケースは珍しくない。そのため、ソルブ語はテューリンゲン・オーバーザクセン語と深い繋りがあるのでは、という見方をする研究家もいる。
マイセン方言
テューリンゲン・オーバーザクセン語のうちオスターラント方言も含め、時折キャバレーやコメディでマイセン訛りが用いられることがある。
ドイツ民主共和国（旧東ドイツ）出身者だということを表現するためであったり、かつてのプロイセン（ベルリン、ブランデンブルク）と神聖ローマ帝国時代のザクセン地域（文化中心都市であるドレスデン、ライプツィヒおよびケムニッツ）間の、文化・精神性の少なくない相違、政治・歴史の大きな差異を、コントじみたデフォルメで描き出すためであったりする。
その場合の話し手は、ザクセン出身というわけではなく、マイセン方言やオスターラント方言をそれぞれ可能な程度で真似ているだけである。それによって、この方言地域に対する間違ったイメージを、舞台やメディアを通して示すことになる。
しかしながら、テューリンゲン・オーバーザクセン語、とりわけアンハルト方言・テューリンゲン北方言・アイフスフェルト方言は、過去数世紀の長きにわたって標準ドイツ語の模範と見なされてきたのである。
テューリンゲン西方言
西テューリンゲン方言は、主にクプファーズール峠坂（Kupfersuhl）を超えてファハ市（Vacha）へいたる地域と、ヘンネベルク方言地域（Hennebergisch）の北部境界線が通っているザルツボーゲン地域（Salzbogen）との間の土地で話される。その辺りでは、ヘンネベルク方言から西テューリンゲン方言へ移行・混合している。
中央テューリンゲン方言は、主に東ヘッセン方言地域、またレーン方言地域（Rhön）、及びそこに境を接するレーン低地方言地域（Rhöner Platt）をいう。
非常に興味深いことに、バート・ザルツンゲン地域（Bad Salzungen）ではテューリンゲン・オーバーザクセン語らしさがほとんど感じられない。